# 村岡嗣政
村岡 嗣政（むらおか つぐまさ、1972年〈昭和47年〉12月7日 - ）は、日本の政治家、自治・総務官僚。山口県知事（公選第19・20・21代）。無所属。

## 経歴
山口県宇部市生まれ。宇部市立西岐波小学校、宇部市立西岐波中学校を経て山口県立宇部高等学校に進学。1996年3月、東京大学経済学部卒業。同年4月、自治省（現:総務省）に入省。自治省、総務省での本省勤務の他、北海道庁や高知県庁、広島市役所への出向も経験する。2012年4月より総務省自治財政局財政課財政企画官を務めた。
2014年1月14日、山口県知事の山本繁太郎が健康上の理由により辞職（同年3月15日に死去）。翌1月15日付で村岡は総務省を退職した。
1月20日、山口県庁で記者会見を開き、山本の辞職に伴う山口県知事選挙に出馬する意向を正式に表明。出馬会見では山本県政を継承する方針を示し、自民・公明両党及び連合山口の推薦を受け立候補、選挙戦の結果28万6996票を獲得し、次点で生活の党の推薦を受けた元衆議院議員の高邑勉（11万5763票）に約17万票差をつけ、初当選した。2月25日、山口県選挙管理委員会により当選の告示がなされ、同日から山口県知事となった。
2017年7月、自由民主党に入党。
2018年2月の知事選で共産党・社民党推薦の新人を破り、再選。
2022年2月の知事選で共産党推薦・社民党支持の新人を破り3選。

## 政策
人口減少・少子化対策
山口県の人口減少については「大いに深刻」との認識を示し、経済振興や移住・定住促進、婚活・妊活支援に力を入れるとしている。経済振興策としては成長産業やIT関連などの企業誘致による魅力的な就職先の確保・増加、子育て支援としてはAIによる24時間子育て相談やプッシュ型の情報提供といった体制強化を挙げる。
民間資金を活用した「子ども・子育て応援ファンド」を設置したほか、子育て支援団体と企業の連携によるコンソーシアム、協賛事業所から優待サービスを受けられる「子育てパスポート制度」などを導入、地域・企業・関係団体で構成する「やまぐち子育て連盟」を設立し、「社会全体で子育てを支援する環境の整備」を推進している。
国に求める少子化対策としては「児童手当の拡充」「授業料無償化など教育費支援策の拡充」「若者の雇用環境の改善」を挙げている。
医療・福祉政策
医療機能の抜本強化として、山口県立総合医療センターの建て替えを推進する。また、僻地医療に5GやAIなどの新技術導入し、医療・福祉人材の育成や確保に取り組むとしている。
教育政策
1人1台タブレット端末や大型映像装置の導入、大容量通信環境の整備を推進する「やまぐちスマートスクール構想」を掲げている。導入した設備により、動画教材を活用した個々の進度に応じた学習、クラウド共同編集機能によるディベートやディスカッションといった授業環境を整備する。
県立中学校の教科書採択においては、育鵬社の歴史・公民教科書を採用している（#安倍晋三との関係も参照）。
公共交通
JRが不採算路線の収支を公表している赤字鉄道路線については、通勤通学や交通弱者対策、観光客誘致の観点から「維持するべき」とし、その財源としては自治体による財政支援や上下分離・第三セクター化といった地元の支援ではなく、国による財政支援を求めている。
新型コロナウイルス対策
2020年5月20日、新型コロナウイルス対策の実施に伴う財政状況の悪化を受け、「県民と厳しさを共有する」として自身の6月期末手当（317万9,850円）を全額カットすると発表した。影響を受けた県内事業者への支援策として、県独自の支援金給付や資金繰り支援、観光需要喚起や設備投資への補助などを実施している。
日本政府の新型コロナウイルス対策については、ワクチン接種、医療提供体制整備、全国旅行支援や飲食店支援などの消費需要喚起策の実施などについて「評価する」とし、今後求める対策として「医療機関への財政支援継続・拡充」「感染者への医療・生活支援継続・拡充」「ワクチン無料接種の継続」を挙げている。
財政政策
行財政改革により県の借入金残高を2期8年で700億円圧縮し、国庫補助事業の導入による財源確保、事業の選択と集中を進めるとしている。
ふるさと納税制度については「自治体の税収が減る」「本来の趣旨とは違った返礼品競争が続いている」ことを問題視し、「制度を見直した上で続けるべき」としている。
エネルギー政策
エネルギー政策については「国において判断されるべきもの」とし、上関原子力発電所の計画への賛否は明確にせず、地元である上関町の意向や国の政策を尊重しつつ「国に対し言うべきことは言う」と言及している。また、中国電力による公有水面埋め立て免許の延長申請については「法令に従い適切に対処する」としている。
米軍岩国基地問題
岩国基地において地元への事前通告なしに訓練が行われていることについては、「基本的に県が容認する・しないの判断をするものではない」としつつ、「基地周辺地域に激しい騒音をもたらす訓練や、住民に不安や危険を及ぼすような訓練は行われてはならない」とし、住民生活への影響が大きい訓練の事前通知を国に求めている。また、県として基地周辺での訓練などについて状況把握を行い、騒音軽減措置の実施などを求めるとしている。
ジェンダー政策
女性の県内定着に向け、短時間勤務・テレワークといった柔軟な働き方の導入支援のほか、女性の管理職への登用促進のため、アドバイザー制度や相談支援を実施し、働きやすい職場環境の整備を推進している。
また、性的マイノリティーを含めた「誰もが個性を尊重され、安心で暮らしやすい社会を創っていくことが重要」とし、県政出前トークやイベントの活用による普及啓発、教職員研修などを通じて県民の理解に取り組んむとしている。

## 人物
高校時代、プリンスに憧れてバンドを組み、2年生のときに生徒会長を務めた。座右の銘は吉田松陰の「志を立ててもって万事の源となす」。娘が2人いる。
趣味はジョギング・ランニングで、月に100から200キロメートル走ることを目標にしている。2019年（令和元年）の下関海響マラソンは3時間台で完走した。
公務員時代と知事の仕事を比べた際、「前職では自分の仕事に対する反応を感じにくかったが、今は評価も批判もリアルに伝わってくることにやりがいを感じている」と述べ、実際に評価された仕事として山口宇部空港と韓国との定期便就航を挙げている。
自己分析として自分の強みを「人の話を聞くこと」、課題を「政策の趣旨をうまく伝えること」と述べている。強みについては「話を聞かないと正しい判断ができない」と考え、職員から課題を聞き出す際にも話を遮らないよう心掛けているという。課題については知事になるまで自ら発信や判断の説明する機会がなかった経緯から、「県民の生活に直結する以上、もっと良い伝え方はないかと常に考えている」と述べている。
知事を志したきっかけは「生まれ育ったふるさと山口県を将来にわたって希望と活力ある県へとしていきたいため」と述べ、理想とするリーダー像は「現状と課題を見定める力、先を見通す力、決断し実行する力、理解と納得を得る力、の4つを備えたリーダー」としている。首長の多選については、任期として妥当な期数を問われた際に「何期でも構わない」と回答している。

### 安倍晋三との関係
山口県選出国会議員でもある元内閣総理大臣の安倍晋三とは、県知事選挙の再選出馬時にもその意向を伝えるなど関係性が深く、村岡は安倍を「卓越した政治手腕とリーダーシップを発揮され、長きにわたりわが国を力強く導いてこられ、地元山口県の取り組みにも大変な後押しをしていただいた」と評価している。
育鵬社の教科書を採用
山口県教育委員会が選定する県立の高森みどり中学校と下関中等教育学校の教科書をめぐっては、安倍が「新教育基本法の趣旨を最もふまえた教科書は育鵬社であると私は確信している」と述べていた、同社の歴史と公民教科書を2015年（平成27年）8月20日に採択した。同教科書は翌年度から4年間使用することになり、選定では県立中学校2校が作成した研究調査報告書が判断材料の一つとされ、県教委は委員6人中4人が推薦した同社版を選んだが、2校は育鵬社以外の採択を想定していた。
同年1月27日に教育再生首長会議のメンバーと面会した安倍は「教育委員会制度改革で、首長の役割が一層重要になる」と言及し、さらに同年4月、文部科学省は、事前の教員らによる選考会議の順位付けについて「拘束力があるかのような取り扱いはしないこと」と自治体教育委員会に通知していた。一連の経緯について毎日新聞・東京新聞は「首長の意をくんだ教育委員による強行」「教育委員の任命権は首長にある。教育現場の意見が軽んじられ、政治家の影響が強まるのは問題」と報じている。
同社の教科書は2021年度（令和3年度）より他社版に切り替える動きが全国の自治体で相次ぎ、2020年度（令和2年度）に歴史で6.4パーセント、公民で5.8パーセントを占めていたシェアは同1パーセント、0.4パーセントに低下する見通しとなったが、山口県教委は2020年9月1日、県立中学校で翌年から4年間使う歴史と公民の教科書について、育鵬社版を引き続き採択したと発表した。また、全国で唯一、山口県内の自治体である下関市が2021年度より新たに同社版の教科書を採択している。毎日新聞は同社の教科書を採用する自治体について「保守系の首長が自らの考えに近い教育長や教育委員を任命し、採択させた例」が目立つとし、「現場教員の評価が低いのに採択を強行したり、そもそも議論の過程を公開しなかったりする」自治体もあると報じている。
安倍晋三の県民葬
内閣総理大臣の岸田文雄が2022年（令和4年）7月14日、記者会見で同年の秋に安倍晋三の国葬を行う考えを明らかにしたことを受け、村岡は翌15日、記者団の取材に応じ「多くの県民から哀悼の意が寄せられている。最も深く追悼の意を表する形として、県民葬を執り行いたい」として安倍の県民葬を実施する考えを示した。8月3日、村岡は山口県庁を訪れた安倍の妻・昭恵と面会して県民葬の実施について了承を得て、同日、下関市にある県国際総合センター「海峡メッセ下関」で県民葬を10月15日に行う方針を改めて述べた。
同年9月20日開会の県議会定例会に、実施費用として約6300万円を見込む県民葬にかかる予算案を提出、10月15日に村岡を葬儀委員長として県民葬を執り行った。

### 政治資金・公金支出
政治資金問題
2021年（令和3年）10月31日、自民党山口県連が開催した政治資金パーティーに村岡が来賓として出席した際、副知事の小松一彦が課長級以上の幹部に会費1万円を払うよう依頼し、案内状が県職員の自宅に届いた。中国新聞の取材に県連は「関知していない」としたものの、同紙は150人程度の「県庁枠」があったと報じている。また、村岡は知事選に際し、告示日の前日の2022年1月19日、推薦料として自民党から200万円に加えて、県連から100万円の寄付を受けている。
本件を含め県庁内で続く政治的不祥事の動機について、村岡は「もっと前の副知事の時代から行われていた」「自民党へのあしき配慮」と述べ、「選挙を巡る組織的な勧誘やそれにつながる恐れのあることを一切行わない」ことを表明した。
神戸学院大学教授の上脇博之は中国新聞の取材に、県幹部の支払ったパーティ収入が実質的に選挙資金として繰り越されていることを指摘した上で、違法性は確認できないものの、実態調査を避けたことについて「知事の政治的問題として責任を負うべき事態になっている」と述べた。
センチュリー購入をめぐる住民訴訟
2021年（令和3年）4月、前年の2020年（令和2年）4月に山口県が貴賓車として新車のセンチュリー1台を2090万円で購入したことをめぐり、元県職員の70代の男性が「違法な公金支出で県財政に損害を与えた」として住民訴訟を起こした。「貴賓車」のセンチュリーは県がそれまで公用車として3台保有していたトヨタ・センチュリーのうち2台を下取りに出し、代替に皇族用に購入したものであったが、原告は「極めて高価な車種である一方で利用機会が限られ、レンタルなど他の手段で対応が可能だった」と主張している。
一審判決2022年（令和4年）11月2日、山口地方裁判所（裁判長・山口格之）は、センチュリーの購入は知事の裁量権を逸脱した違法行為で、村岡が止めなかったことは指揮監督上の義務に違反した過失が認められるとして、県（村岡）に対して、購入代金2090万円などの損害賠償を村岡個人に全額請求するよう命じた。
二審判決前記地裁判決の控訴審において、2023年（令和5年）5月10日、広島高等裁判所（裁判長・西井和徒）は、車種選定や購入について「皇室や外国の要人に県として最大限の敬意を示し、安心安全で確実な送迎を行うためという購入目的は相当」「相応の合理性を認めることができ、違法とは言えない」として一審判決を取り消し、元県職員側の請求を棄却した。元県職員の男性は判決を不服として上告した。
二審判決の確定2023年（令和5年）10月4日付で最高裁判所第3小法廷（裁判長・渡邉惠理子）は上告を退ける決定をし、県の判断を認めた上記の二審判決が確定した。
なお、村岡自身が利用する知事公用車として、県は2017年に同県防府市に工場があるマツダのCX-8を約370万円で購入している。上記の約2090万円のセンチュリーは県が通年で県議会事務局に貸し出しており、2013年に購入した約1260万円のセンチュリーと合わせて2台とも、県議会事務局が普段から鍵の取り扱いも行なっている。中国新聞は事実上同県議会議長である柳居俊学の送迎に使用されているとして「実態は『議長車』」と報じているが、山口新聞の取材に県議会事務局は前述の借り受け扱いを説明した上で議長の専用車は「ない」と回答している。
安倍晋三の県民葬の実施経費と国葬の出席費用をめぐる訴訟
前述の安倍晋三の県民葬の実施経費と国葬の出席費用を公費から支出したことについて、安倍への敬意や弔意が強制されたことは思想・良心の自由を保障する憲法19条違反であり、「違憲違法な行為に対して支出を阻止すべきであるのに怠った」として、村岡に対し合計約5376万円を県に返還するよう求める住民訴訟が2023年（令和5年）3月に起こされている。これについて村岡は「詳細を確認し適切に対応していく」と発表した。